# Johann Heinrich Meissner

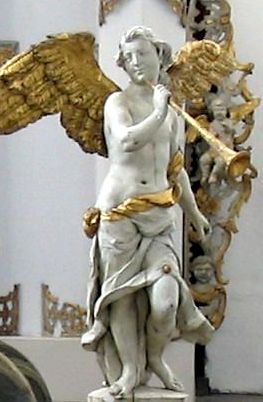
J. H. Meissner, Anioł dmący w trąbę, wystawa Cantate Domino w 2004 roku

Johann Heinrich Meissner (ur. 1701 w Królewcu, zm. 8 maja 1770 w Gdańsku) – niemiecki rzeźbiarz, od 1726 działający w Gdańsku.

## Charakterystyka artysty
Był twórcą późnego baroku, tworzącym w kamieniu i drewnie. Dzięki małym rzeźbom i płaskorzeźbom gabinetowym, zwłaszcza typowym dla sztuki rokoka statuetkom, zyskał sławę jednego z najlepszych rzeźbiarzy rokokowych w tej części Europy. W dziełach tych nawiązywał do rzeźb klasycznych i manierystycznych, a jednocześnie wykazywał znaczną samodzielność.
Był także twórcą plastyki monumentalnej: w rodzinnym Królewcu wykonał posąg Fryderyka Wilhelma I, w Gdańsku marmurowy pomnik Augusta III dla Dworu Artusa, dla kościoła Mariackiego nową ambonę, rzeźby do prospektu wielkich organów, statuę św. Rajnolda i szereg innych rzeźb, dla kościoła św. Jana prospekt do małych organów, dla kościoła św. Trójcy dekorację rzeźbiarską stall rady kościelnej. Ponadto jego dziełem były liczne płaskorzeźbione przedproża gdańskich kamienic, w większości dziś rozproszone lub niezachowane.

## Zachowane dzieła

### Plastyka miniaturowa
- Figurki kabinetowe z bukszpanu, powstałe około połowy XVIII wieku, w zbiorach Muzeum Narodowego w Gdańsku: Wenus, Atalanta, Hippomenes unoszący Atalantę, Śpiące putto

### Plastyka monumentalna
- Rzeźby z wielkich organów z kościoła Mariackiego w Gdańsku (1758–1760)
- Rzeźby z małych organów z kościoła św. Jana w Gdańsku (1760–1761)

### Przedproża w Gdańsku

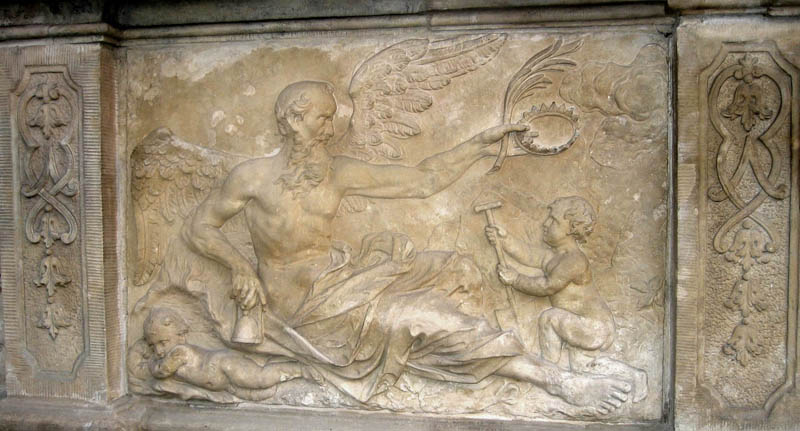
J. H. Meissner, Chronos, płaskorzeźba w balustradzie przedproża na Długim Targu w Gdańsku

- Przy ul. Korzennej 43 na Starym Mieście, przed 1877 przeniesione na Długi Targ 45 (obok Dworu Artusa), gdzie znajduje się do dziś. Płaskorzeźby alegoryczne i mitologiczne: Nauka, Chronos, Apollo, Atena, putto z palmą, putto z lutnią.
- Przed Domem Schlütera przy ul. Piwnej 1. Płyty ozdobione motywem antycznych ruin.
- Przy ul. Chlebnickiej 14 i 14a. Płaskorzeźby z alegoriami Pór Roku, częściowo rekonstruowane.

## Dzieła zaginione w czasieII wojny światowej
- Posąg Fryderyka Wilhelma I, Króla Prus z zamku w Królewcu wykonany w latach 1730–1736.
- Posąg Augusta III, króla Polski z Dworu Artusa w Gdańsku wykonany w latach 1752–1755 – w latach trzydziestych XX wieku usunięty przez Niemców z Dworu Artusa i przeniesiony do muzeum.
- Rokokowa ambona, wykonana do kościoła Mariackiego w Gdańsku w latach 1762–1764.
- Rzeźba św. Jana Chrzciciela wieńcząca bramę na ulicy Świętojańskiej w Gdańsku prowadzącą do kościoła św. Jana.